# Deep Blue
Deep Blue (slobodan prijevod: duboko plavetnilo) bilo je računalo tvrtke IBM usavršeno za igranje šaha. Dana 11. svibnja 1997. godine pobijedilo je Garija Kasparova rezultatom 2:1 u pobjedama uz tri neriješene partije i time uzvratilo Kasparovu za poraz 4:2 prethodne godine, odnosno 3:1 u pobjedama uz dva neriješena ishoda. Nakon poraza, Kasparov je zahtijevao revanš optužujući IBM za varanje, no odbijen je, a Deep Blue rastavljen.

## Dvoboji s Kasparovom
Dana 10. veljače 1996. godine ostvarena je prva pobjeda jednog računala nad trenutnim svjetskim prvakom; Deep Blue je kao bijeli pobijedio Garija Kasparova u sicilijanci (šahovsko otvaranje potezima 1. e4 c5). Kasparov se uspio oporaviti od poraza i u preostalih pet partija upisao je tri pobjede i dva neriješena ishoda ostvarivši tako i ukupnu pobjedu od 4:2 (+3 =2 -1).
Nakon toga, IBM nadograđuje računalo (poboljšana verzija kolokvijalno je nazvana Deeper Blue). Revanš, organiziran u svibnju 1997., osvaja Deep Blue rezultatom 3½:2½ (+2 =3 -1). Posljednja partija rano je usmjerena u korist računala nakon Kasparovljeve pogreške u otvaranju.
Nadograđeni Deep Blue imao je mogućnost procjene i do 200 milijuna pozicija po sekundi, što je predstavljalo dvostruko poboljšanje u odnosu na inačicu iz 1996. godine. U lipnju 1997. Deep Blue je smješten na 259. mjesto popisa najbržih superračunala. Računalo je analiziralo oko 700.000 dvoboja FIDE-inih velemajstora i samo procijenilo najbolje poteze za svaku poziciju, iako je prije drugog dvoboja velemajstor Joel Benjamin napravio nekoliko manjih preinaka. Kad je Kasparov prije dvoboja zatražio uvid u prijašnje dvoboje koje je Deep Blue odigrao IBM nije pristao, no tadašnji svjetski prvak zato se pripremao protiv drugih računala.
Nakon poraza 1997. Kasparov je optužio IBM za varanje navodeći sumnju u ljudsku intervenciju, odnosno da je Deep Blue potpomognut. IBM je odbio Kasparovljev zahtjev za računalnim zapisima tijekom dvoboja, iako su oni kasnije objavljeni na Internetu. Naposljetku je odbijen i zahtjev za ponovnim revanšom, a Deep Blue je rastavljen prije uspostave službenog ratinga (rejtinga) zbog nedovoljnog igranja protiv drugih šahist(ic)a s FIDE-ine liste.

## Vanjske poveznice
- IBM.com - podatci o Deep Blue
- IBM.com - zapisi i bilješke svih partija